# 諸神的復活：列奧納多·達·芬奇
《諸神的復活：列奧納多·達·芬奇》（Воскресшие боги. Леонардо да Винчи）是俄國作家梅列日科夫斯基的重要著作基督與反基督三部曲的第二部。

## 劇情
內容講述文藝復興時代的達·芬奇，達·芬奇不論在雕塑、天文、科學等領域皆出類拔萃，深得領主寵愛。不過由於他一直鍾情研究人類的飛行儀，故被普遍人認定為魔術師，而且他認定力學的定論與基督的定論一樣是永恒不變，所以窮一生時間去研究，放棄了創造藝術品的時間，最終被後輩拉斐爾及米開朗基羅超過，黯然離世。